# Піреллі Тауер
Башта Піреллі (італ. Grattacielo Pirelli) — хмарочос в Мілані, довгий час був найвищим в Італії (після туринської Моле-Антонелліана).
В 1950 р. Альберто Піреллі, президент концерну «Pirelli», виступив з ідеєю будівництва італійського хмарочоса на тому місці, де в XIX столітті знаходились перші виробничі потужності його компанії. 
Башту Піреллі спроектував Джіо Понті за участі П'єра Луїджі Нерві, котрий наполіг на революційному відході від традиційної для хмарочосів того часу прямокутної форми.
На зведення 127-метрової офісної будівлі пішло більше 60 000 тон бетону. Основна частина будівельних робіт відбулася у 1956-60 рр. 18 квітня 2002 р. в башту Піреллі врізався любительський літак; троє людей загинуло.
- Фото Паоло Монті